# Goodbye Yellow Brick Road
Goodbye Yellow Brick Road (englisch für: „Auf Wiedersehen, gelber Ziegelsteinweg“) ist das siebte Studioalbum des britischen Musikers Elton John. Es wurde im Oktober 1973 veröffentlicht und von Gus Dudgeon produziert. Mit über 30 Millionen verkauften Exemplaren ist es eines der weltweit meistverkauften Musikalben.

## Hintergrund
Aufgenommen wurde Goodbye Yellow Brick Road im Château d’Hérouville, wo John zuvor schon Honky Château und Don’t Shoot Me I’m Only the Piano Player aufgenommen hatte. Wegen der Materialfülle wurde Goodbye Yellow Brick Road als Johns erstes Doppelalbum herausgegeben. Ursprünglich sollte das Album in Jamaika aufgenommen werden, nachdem The Rolling Stones dort ihr Album Goats Head Soup aufgenommen hatten. Technische Schwierigkeiten und politische Unruhen zwangen die Band zu einer vorzeitigen Abreise ohne Ergebnisse. Neben den erfolgreichen Single-Auskopplungen wurden auch andere Stücke des Albums oft im Radio gespielt, darunter Harmony, das 11-Minuten-Epos Funeral for a Friend / Love Lies Bleeding und Candle in the Wind, seine Ode an Marilyn Monroe.
Der Titel des Albums bezieht sich auf die gelbe Backsteinstraße, die im Musical Der Zauberer von Oz in die Smaragdstadt führt.

## Titelliste
Alle Titel geschrieben von Elton John / Bernie Taupin.

### Seite 1
1. Funeral for a Friend / Love Lies Bleeding – 11:08
2. Candle in the Wind – 3:49
3. Bennie and the Jets – 5:23

### Seite 2
1. Goodbye Yellow Brick Road – 3:14
2. This Song Has No Title – 2:23
3. Grey Seal – 3:58
4. Jamaica Jerk-Off – 3:39
5. I’ve Seen That Movie Too – 5:59

### Seite 3
1. Sweet Painted Lady – 3:52
2. The Ballad of Danny Bailey (1909–34) – 4:24
3. Dirty Little Girl – 5:01
4. All the Girls Love Alice – 5:08

### Seite 4
1. Your Sister Can’t Twist (But She Can Rock ’n Roll) – 2:42
2. Saturday Night’s Alright for Fighting – 4:54
3. Roy Rogers – 4:08
4. Social Disease – 3:44
5. Harmony – 2:45

### Bonustitel (2003 30th Anniversary Hybrid SACD Deluxe Edition / DVD-Audio Edition)
1. Whenever You’re Ready (We’ll Go Steady Again) – 2:51
2. Jack Rabbit – 1:52
3. Screw You (Young Man’s Blues) – 4:44
4. Candle in the Wind (Akustikversion) – 3:51

## Mitwirkende

### Besetzung
| - Funeral for a Friend - Elton John – Klavier - Dee Murray – Bass - Davey Johnstone – E-Gitarre - Nigel Olsson – Schlagzeug - David Hentschel – A.R.P. Synthesizer - Love Lies Bleeding - Elton John – Gesang, Klavier - Dee Murray – Bass, Backing Vocals - Davey Johnstone – E-Gitarre, Backing Vocals - Nigel Olsson – Schlagzeug, Backing Vocals - David Hentschel – A.R.P. Synthesizer - Candle in the Wind - Elton John – Gesang, Klavier - Dee Murray – Bass, Backing Vocals - Davey Johnstone – E-Gitarre, Backing Vocals - Nigel Olsson – Schlagzeug, Backing Vocals - Bennie and the Jets - Elton John – Gesang, Klavier, Orgel - Dee Murray – Bass - Davey Johnstone – akustische und E-Gitarren - Nigel Olsson – Schlagzeug - Goodbye Yellow Brick Road - Elton John – Gesang, Klavier - Dee Murray – Bass, Backing Vocals - Davey Johnstone – Leslie-Gitarre, Backing Vocals - Nigel Olsson – Schlagzeug, Backing Vocals - Del Newman – Orchestrierung - This Song Has No Title - Elton John – Gesang, Farfisa-Orgel, E-Klavier, Mellotron, Klavier - Grey Seal - Elton John – Gesang, Klavier, Mellotron, E-Klavier - Dee Murray – Bass - Davey Johnstone – E-Gitarre - Nigel Olsson – Schlagzeug, Congas - Jamaica Jerk-Off - Elton John – Gesang, Orgeln - Dee Murray – Bass - Davey Johnstone – E-Gitarren - Nigel Olsson – Schlagzeug - Prince Rhino – Zwischenrufe - I’ve Seen That Movie Too - Elton John – Gesang, Klavier - Dee Murray – Bass - Davey Johnstone – akustische und E-Gitarren - Nigel Olsson – Schlagzeug - Del Newman – Orchestrierung - Sweet Painted Lady - Elton John – Gesang, Klavier - Dee Murray – Bass - Davey Johnstone – akustische Gitarre - Nigel Olsson – Schlagzeug, Tamburin - Del Newman – Orchestrierung | - The Ballad of Danny Bailey (1909–34) - Elton John – Gesang, Klavier - Dee Murray – Bass, Backing Vocals - Davey Johnstone – E-Gitarre, Backing Vocals - Nigel Olsson – Schlagzeug, Backing Bocals - Del Newman – Orchestrierung - Dirty Little Girl - Elton John – Gesang, Leslie-Piano, Mellotron - Dee Murray – Bass - Davey Johnstone – E-Gitarre - Nigel Olsson – Schlagzeug - All the Girls Love Alice - Elton John – Gesang, Klavier - Dee Murray – Bass - Davey Johnstone – E-Gitarre - Nigel Olsson – Schlagzeug - David Hentschel – A.R.P. Synthesizer - Ray Cooper – Tamburin - Kiki Dee – Backing Vocals - Your Sister Can’t Twist (But She Can Rock ’n Roll) - Elton John – Gesang, Klavier, Farfisa-Orgel - Dee Murray – Bass, Backing Vocals - Davey Johnstone – E- und Slide-Gitarre, Backing Vocals - Nigel Olsson – drums, backing vocals - Saturday Night’s Alright for Fighting - Elton John – Gesang, Klavier - Dee Murray – Bass - Davey Johnstone – E-Gitarre - Nigel Olsson – Schlagzeug - Roy Rogers - Elton John – Gesang, Klavier - Dee Murray – Bass - Davey Johnstone – akustische und Steel-Gitarre - Nigel Olsson – Schlagzeug - Del Newman – Orchestrierung - Social Disease - Elton John – Gesang, Klavier - Dee Murray – Bass - Davey Johnstone – E-Gitarre, Banjo - Nigel Olsson – Schlagzeug - Leroy Gomez – Saxophon - Harmony - Elton John – Gesang, Klavier - Dee Murray – Bass, Backing Vocals - Davey Johnstone – akustische Gitarre, Backing Vocals - Nigel Olsson – Schlagzeug, Backing Vocals - Del Newman – Orchestrierung |

### Produktion
- Produzent: Gus Dudgeon
- Techniker: David Hentschel
- Technische Mitarbeiter: Peter Kelsey, Andy Scott
- Band-Assistent: Barry Sage
- Orchester-Management: David Katz
- Arrangeur: Del Newman
- Artdirector: David Larkham, Michael Ross
- Artwork: David Larkham, Michael Ross, Ian Beck
- Begleitheft-Text: Gus Dudgeon, John Tobler

## Singleauskopplungen
| Jahr | Titel                                 | Höchstplatzierung, Gesamtwochen, AuszeichnungChartplatzierungen (Jahr, Titel, , Platzierungen, Wochen, Auszeichnungen, Anmerkungen) | Höchstplatzierung, Gesamtwochen, AuszeichnungChartplatzierungen (Jahr, Titel, , Platzierungen, Wochen, Auszeichnungen, Anmerkungen) | Höchstplatzierung, Gesamtwochen, AuszeichnungChartplatzierungen (Jahr, Titel, , Platzierungen, Wochen, Auszeichnungen, Anmerkungen) | Anmerkungen                                                                     |
| Jahr | Titel                                 | DE | UK | US | Anmerkungen                                                                     |
| ---- | ------------------------------------- | --- | --- | --- | ------------------------------------------------------------------------------- |
| 1973 | Saturday Night’s Alright for Fighting | DE44 (2 Wo.)DE | UK7 Gold · (9 Wo.)UK | US12 Gold · (12 Wo.)US | Erstveröffentlichung: Juni 1973                                                 |
| 1973 | Goodbye Yellow Brick Road             | DE49 (1 Wo.)DE | UK6 Platin · (16 Wo.)UK | US2 ×2Doppelplatin · (… Wo.)US | Erstveröffentlichung: 7. September 1973                                         |
| 1974 | Bennie and the Jets                   | — | UK37 Gold · (5 Wo.)UK | US1 ×2Platin + Doppelplatin · (18 Wo.)US                                                                                            | Erstveröffentlichung: 4. Februar 1974 in UK erst 1976 als Single veröffentlicht |
| 1974 | Candle in the Wind                    | — | UK11 Gold · (9 Wo.)UK | — | Erstveröffentlichung: 22. Februar 1974 Marilyn Monroe gewidmet                  |

B-Seiten
| Lied                                          | Format                                             |
| --------------------------------------------- | -------------------------------------------------- |
| Jack Rabbit                                   | Saturday Night’s Alright for Fighting – 7″ (US/UK) |
| Whenever You’re Ready (We’ll Go Steady Again) | Saturday Night’s Alright for Fighting – 7″ (US/UK) |
| Screw You (Young Man’s Blues)                 | Goodbye Yellow Brick Road – 7″ (US/UK)             |

## Rezeption

### Rezensionen
Auffällig am Album ist die hohe Detailfülle, Kreativität und Vielfältigkeit, denen Kritiker ambivalent gegenüberstehen: Einerseits, so meint Stephen Thomas Erlewine von Allmusic, beinhalte das Album alle Stile, die Elton John berühmt gemacht hätten. Die Vielfältigkeit des Albums sei deshalb imposant, doch es entstehe gleichzeitig der Eindruck, dass deshalb das Gesamtkonzept nicht besonders zusammenhalte.
Zu dieser Beurteilung kommt auch Stephen Davis vom Rolling Stone. Das Album sei zu üppig, um sich überhaupt entfalten zu können: “This new record is a big fruity pie that simply doesn’t bake.” Das Album wurde zudem im Jahr 2003 vom Rolling Stone auf Platz 91 der „500 Greatest Albums of All Time gewählt“.
Chris Roberts von der BBC kommt in seiner Rezension aus dem Jahr 2010 allerdings zu dem Schluss, dass sich im Laufe der Zeit einige Werke besonders hervortun, während viele „Lückenfüller“ hingegen einen schwachen Eindruck hinterlassen. Er leugnet den kreativen Reichtum des Albums damit nicht, sieht ihn aber eher als Möglichkeit für die besonderen Stücke, sich aus der Menge hervortun zu können: “Of these 17 songs, banged out in 15 days, half have become rock canon staples.”
Im Jahr 2000 stand das Album beim britischen Q Magazine an 84. Stelle in der Liste der 100 Greatest British Albums Ever.

### Chartplatzierungen
| ChartsChartplatzierungen       | Höchstplatzierung | Wochen/ Monate |
| ------------------------------ | ----------------- | -------------- |
| Deutschland (GfK)              | 41 (1 Mt.)        | 1 Mt.          |
| Vereinigte Staaten (Billboard) | 1 (111 Wo.)       | 111 Wo.        |
| Vereinigtes Königreich (OCC)   | 1 (102 Wo.)       | 102 Wo.        |

| ChartsJahrescharts (1974)      | Platzierung |
| ------------------------------ | ----------- |
| Vereinigte Staaten (Billboard) | 1           |
| Vereinigtes Königreich (OCC)   | 7           |

### Auszeichnungen für Musikverkäufe
Mit über 30 Millionen verkauften Exemplaren ist Goodbye Yellow Brick Road Johns meistverkauftes Studioalbum und nach Candle in the Wind (37 Millionen) Johns zweitmeistverkauftes Werk überhaupt. Es zählt damit nicht nur zu den weltweit meistverkauften Musikalben, sondern ist das meistverkaufte Album des Genres Glam Rock.
| Land/Region                  | Auszeichnungen für Musikverkäufe (Land/Region, Auszeichnung, Verkäufe) | Verkäufe  |
| ---------------------------- | ---------------------------------------------------------------------- | --------- |
| Australien (ARIA)            | 3× Platin                                                              | 210.000   |
| Dänemark (IFPI)              | Gold                                                                   | 10.000    |
| Neuseeland (RMNZ)            | 3× Platin                                                              | 45.000    |
| Vereinigte Staaten (RIAA)    | 8× Platin                                                              | 8.000.000 |
| Vereinigtes Königreich (BPI) | 2× Platin                                                              | 1.000.000 |
| Insgesamt                    | 1× Gold · 16× Platin ·                                                 | 9.265.000 |

Hauptartikel: Elton John/Auszeichnungen für Musikverkäufe